# Anomaloglossus parkerae
Anomaloglossus parkerae es una especie de anfibio anuro de la familia Aromobatidae.

## Distribución geográfica
Esta especie es endémica de Sifontes en el estado Bolívar, Venezuela. Habita desde los 860 a 1300 m de altitud.
Su presencia es incierta en Guyana.

## Etimología
Esta especie lleva el nombre en honor a Nancy Parker.

## Publicación original
- Meinhardt & Parmalee, 1996 : A new species of Colostethus (Anura: Dendrobatidae) from Venezuela. Herpetologica, vol. 52, n.º 1, p. 70-77.[5]